# Championnat de Suisse de hockey sur glace 1963-1964
Saison précédente Saison suivante
La saison 1963-1964 est la 55e saison du championnat de Suisse de hockey sur glace.

## Ligue nationale A

### Classement
| Clt   | Équipe                  | PJ | V  | D  | N | BP | BC | Diff | Pts |
| ----- | ----------------------- | -- | -- | -- | - | -- | -- | ---- | --- |
| +001, | Villars HC              | 18 | 14 | 1  | 3 | 83 | 35 | +48  | 31  |
| +002, | HC Viège                | 18 | 13 | 4  | 1 | 78 | 46 | +32  | 27  |
| +003, | CP Berne                | 18 | 12 | 5  | 1 | 83 | 49 | +34  | 25  |
| +004, | Grasshopper Club Zurich | 18 | 11 | 4  | 3 | 69 | 54 | +15  | 25  |
| +005, | Zürcher SC              | 18 | 7  | 10 | 1 | 86 | 91 | -5   | 15  |
| +006, | EHC Kloten              | 18 | 7  | 10 | 1 | 55 | 71 | -16  | 15  |
| +007, | Young Sprinters HC      | 18 | 7  | 11 | 0 | 62 | 86 | -24  | 14  |
| +008, | SC Langnau              | 18 | 4  | 12 | 2 | 47 | 72 | -25  | 10  |
| +009, | HC Davos                | 18 | 3  | 11 | 4 | 47 | 79 | -32  | 10  |
| +010, | HC Ambrì-Piotta         | 18 | 3  | 13 | 2 | 59 | 86 | -27  | 8   |

- Champion de Suisse
- Relégué en LNB

 : Tenant du titre
Villars remporte le 2e titre de son histoire et également le 2e consécutivement, trois saisons seulement après sa montée de 1re ligue en LNB.